# Coupe des énergies alternatives de la FIA 2010
Navigation
2009 2011
La Coupe des énergies alternatives de la FIA 2010 fut une saison de la Coupe des énergies alternatives de la FIA, comportant 10 manches au calendrier.
| Date              | Rallye                                       | Vainqueur               | Régularité               | Consommation      |
| ----------------- | -------------------------------------------- | ----------------------- | ------------------------ | ----------------- |
| 25 mars 2010      | 4e Rallye Monte-Carlo                        | Luis Murguia            | Raphaël Van der Straeten | Yannick Rondeau   |
| 5 mai 2010        | Clean Week 2020, Zolder                      | Raymond Durand          | Raphaël Van der Straeten | Raymond Durand    |
| 29 mai 2010       | Aria Nuova, Monza                            | Vincenzo Di Bella       | Guido Guerrini           | Pier Luigi Berna  |
| 17 juillet 2010   | II Eco Rallye Vasco Navarro, Vitoria-Gasteiz | Txema Foronda           | Jesús Echave             | Ander Aramburu    |
| 12 août 2010      | Rally Reykjavik                              | Raymond Durand          | Raymond Durand           | Raymond Durand    |
| 28 août 2010      | Daniel Bonara Cup, Franciacorta              | Vincenzo Di Bella       | Guido Guerrini           | Vincenzo Di Bella |
| 17 septembre 2010 | 4th High-Tech Ecomobility Rally, Athènes     | Miltiadis Tsoskounoglou | Constantinos Lambouras   | Raymond Durand    |
| 1er octobre 2010  | Rallye Énergie Alternative, Montréal         | Max Caron               | Martyn Ouellet           | Maxime Dubois     |
| 9 octobre 2010    | Green Prix Eco Targa, Palerme                | Massimo Liverani        | Marcello De Simone       | Massimo Liverani  |
| 22 octobre 2010   | 5° Ecorally San Marino-Vaticano              | Massimo Liverani        | Stefano Pezzi            | Jesús Echave      |

## Classement
| Points | Pilote |
| ------ | --- |
| 64     | Raymond Durand |
| 52     | Vincenzo Di Bella |
| 48     | Jesús Echave |
| 43     | Massimo Liverani |
| 31     | Guido Guerrini |
| 20     | Txema Foronda, Miltiadis Tsoskounoglou                                                                                            |
| 17     | Massimiliano Sorghi |
| 16     | Kristjan Einar Kristjansson |
| 14     | Raphael Van Der Straeten |
| 12     | Hronn Bjarkar Hardardottir, Gaizka Lazarobaster, Constantinos Lambouras                                                           |
| 10     | Luis Murguia, Maykel Del Cyd, Gunnar Pall Palsson, Roberto Uriarte, Dimitrios Malathritis, Filippo Mulé, Max Caron, Stefano Pezzi |
| 8      | Pascale De Ravet, Marcello De Simone, Luck Mervil                                                                                 |
| 6      | Bernard Hostein, Nikos Pomonis, Gianfranco Mavaro                                                                                 |
| 5      | Leo Van Hoorick, Pierluigi Berna, Éric Bernier-Meunier                                                                            |
| 4      | Marc Nelles, Christophe Ponset, Adrian Oiarbide, Viassios Koutsoukos, Salvatore Riolo, Martyn Ouellet, Caterina Zonzini           |
| 3      | Maxime Dubois |
| 2      | Thyas Genbrugge, Mario Montanucci, Juan Echaide, Manthos Kallios, Martin D'Anjou, Sonia Ielo                                      |
| 1      | Gerard Fourcade, Giulio Guerrini, Radames Preo, Robin Desmeules                                                                   |